# Cynoglossum vanense
Cynoglossum vanense là loài thực vật có hoa trong họ Mồ hôi. Loài này được Sutorý mô tả khoa học đầu tiên năm 2004.